# Tom Starke
Pour les articles homonymes, voir Starke (homonymie).
Tom Starke (né le 18 mars 1981 à Dresde) est un footballeur allemand qui évolue au Bayern Munich au poste de gardien de but.
Il a disputé ce qui devait être le dernier match de sa carrière le 20 mai 2017 face à SC Fribourg à l'Allianz Arena avec une victoire 4 buts à 1.
Le 23 septembre, il sort de sa retraite à la suite de la blessure de Manuel Neuer.

## Carrière

### Les débuts: équipes de jeunes, Leverkusen, prêt et révélation à Paderborn
Né à Dresde, Starke rejoint les équipes de jeunes du SG Dynamo Dresde après un court passage au FV Blau-Weiss. Cependant, il est vite repéré par le Bayer 04 Leverkusen où il signe en 1999. Après une centaine de matchs avec la réserve, il est prêté au Hambourg SV pour la fin de la saison 2003/2004. Il dispute alors son premier match de Championnat d'Allemagne de football le 13 mars 2004 en remplaçant Stefan Wächter. De retour à Leverkusen, il doit se contenter d'un rôle de doublure pour la saison 2004/2005. Il est à nouveau prêté en janvier 2006, cette fois au SC Paderborn 07 où il s'impose directement et dispute 17 matchs en 2. Bundesliga (Allemagne). A l'été 2006, il rejoint gratuitement Paderborn où il est titulaire indiscutable sur la saison 2006/2007

### Titulaire en Bundesliga et relégation avec Duisbourg (2007-2010)
Après une belle saison, Starke rejoint le MSV Duisbourg, club de Bundesliga pour le début de la saison 2007. Il disputera 31 matchs mais ne pourra empêcher la relégation du club, encaissant 47 buts. Il effectuera ensuite deux saisons en deuxième division, pour un total final de 92 matchs en trois saisons avec Duisbourg.

### De retour en Bundesliga avec Hoffeinheim (2010-2012)
En juillet 2010, Starke effectue son retour en Bundesliga en signant  au TSG 1899 Hoffenheim. Il s'impose rapidement comme le gardien titulaire et dispute deux saisons de bon niveau avec le TSG pour un total de 64 matchs avec 17 clean sheets à la clé. Ses performances lui permettent de rejoindre le Bayern Munich en 2012.

### Second et troisième rôles au Bayern Munich (2012-2018)
Pour sa première saison au Bayern, Starke est la doublure de Manuel Neuer. Il effectue 3 matchs de Bundesliga, dont un contre son ancien club d'Hoffeinheim et un match de Coupe d'Allemagne de football sans encaisser un seul but. Il réalisera d'ailleurs le triplé historique Coupe-Championnat-Ligue des Champions, étant notamment sur le banc lors de la victoire à Wembley contre le BV 09 Borussia Dortmund en finale de Ligue des champions de l'UEFA. Surnommé " Die Krake" (le poulpe) par les supporters du Bayern, il recule dans la hiérarchie avec les arrivées de Pepe Reina et Sven Ulreich mais répond toujours présent quand le club a besoin de lui, sortant même de sa retraite au début de la saison 2017/2018 pour combler les blessures de Neuer et Ulreich. Il réalise de nombreuses parades et arrête notamment deux pénaltys sur quatre lorsque le Bayern le titularise .
En 2017, il prend sa retraite pour devenir entraineur des gardiens mais il reviendra jusqu'en 2018.

## Palmarès
Sous les couleurs du Bayern Munich, Tom Starke est champion d'Allemagne à six reprises en 2013, 2014, 2015, 2016, 2017 et 2018. Il remporte la Supercoupe d'Allemagne en 2012 et la Coupe d'Allemagne en 2013 et la Ligue des champions 2013 en tant que remplaçant.